# John Jakes
John William Jakes, né le 31 mars 1932 à Chicago en Illinois et mort le 11 mars 2023 à Sarasota en Floride, est un écrivain américain. Il débuta en vendant des histoires aux pulp magazines dans les années 1950 alors qu'il était toujours étudiant. Il publia différents romans les vingt années suivantes. Ceux-ci se basaient en général sur des histoires de science-fiction, de fantasy, de westerns ou de fictions historiques. Il travailla également dans l'industrie de la publicité et ce n'est qu'en 1971 qu'il travailla à plein temps dans l'écriture.

## Œuvres

### Romans principaux

#### Chronique de la famille Kent
1. (en) The Bastard, 1974
2. (en) The Rebels, 1975
3. (en) The Seekers, 1975
4. (en) The Furies, 1976
5. (en) The Titans, 1976
6. (en) The Warriors, 1977
7. (en) The Lawless, 1978
8. (en) The Americans, 1979

#### TrilogieNord et Sud
1. Nord et Sud ((en) North and South, 1982)
2. Guerre et Passion ((en) Love and War, 1984)
3. Le Ciel et l'Enfer ((en) Heaven and Hell, 1987)

#### Saga de la famille Crown
1. La Terre promise ((en) Homeland, 1993)
2. Une dynastie américaine ((en) American Dreams, 1998)

#### Série policière «Johnny Havoc»
1. Johnny Havoc, Librairie des Champs-Élysées, coll. « Le Masque » no 2205, 1994 ((en) Johnny Havoc, 1960)
2. Havoc à vendre, Librairie des Champs-Élysées, coll. « Le Masque » no 2255, 1995 ((en) Havoc for Sale, 1962)
3. Havoc au vert, Librairie des Champs-Élysées, coll. « Le Masque » no 2304, 1996 ((en) Holiday for Havoc, 1964)
4. Havoc et la Sirène rouge, Librairie des Champs-Élysées, coll. « Le Masque » no 2352, 1997 ((en) Making it Big ou Johnny Havoc and the Siren in Red, 1968)

#### Romans indépendants
- (en) Day and Nigt, 1956
- (en) Wear A Fast Gun, 1956
- (en) The Devil Has Four Faces, 1958
- (en) The Seventh Man, 1958
- (en) I, Barbarian, 1959Sous le nom de Jay Scotland.
- (en) Sir Scoundrel, 1962Sous le nom de Jay Scotland.
- (en) Arena, 1963Sous le nom de Jay Scotland.
- (en) California Gold, 1989
- (en) In The Big Country, 1993Également publié sous le titre The Bold Frontier en 2001
- (en) On Secret Service, 2000
- (en) Charleston, 2002
- (en) Savannah or a Gift for Mr. Lincoln, 2004
- (en) The Gods of Newport, 2006
- (en) Funeral for Tanner Moody, 2004Écrit avec Elmer Kelton, Robert Randish.

### Science-fiction et fantasy

#### SérieBrak le Barbare
1. (en) Brak the Barbarian, 1968
2. (en) Brak the Barbarian: The Mark of Demons, 1969
3. (en) Brak the Barbarian: The Sorceress, 1969
4. (en) Brak: When Idols Walked, 1978
5. (en) The Fortunes of Brak, 1980

#### Romans indépendants
- (en) The Asylum World, 1969
- (en) The Hybrid, 1969
- (en) The Last Magicians, 1969
- (en) The Planet Wizard, 1969
- (en) Secrets Of Stardeep, 1969
- (en) Tonight We Steal the Stars, 1969
- (en) Mask of Chaos, 1970
- Planète à six-coups, Calmann-Lévy, 1973 ((en) Six-Gun Planet, 1970), trad. Anne Zribi, 240 p.)
- (en) Black in Time, 1970
- (en) Mention My Name in Atlantis, 1972
- (en) Time Gate, 1972
- (en) Witch Of The Dark Gate, 1972
- (en) Conquest of the Planet of the Apes, 1972
- Les Roues des ténèbres, Marabout, 1974 ((en) On Wheels, 1973), trad. Christian Meistermann, 192 p.)
- (en) Excalibur, 1980Écrit avec Gil Kane.

### Livres pour enfants
- (en) Susanna of the Alamo, 1986

### Essais
- (en) Famous Firsts In Sports, 1967
- (en) Great War Correspondents, 1967
- (en) Great Women Reporters, 1969
- (en) Mohawk: The Life Of Joseph Brant, 1969

### Recueils de nouvelles
- (en) The Best of John Jakes, 1977

## Adaptations au cinéma
- The Bastard fut adapté à la télévision par Universal Pictures en tant que Operation Prime Time (1978).
- La trilogie Nord et Sud fut réalisée par ABC  dans les années 1980 et 1990.